# 日常侵食リアルホラーつぐのひ
- 日常侵食リアルホラーつぐのひ

『日常侵食リアルホラーつぐのひ』（にちじょうしんしょくリアルホラーつぐのひ）または『つぐのひ』は、ImCyan-アイムシアン-によって制作されたRPGツクール2000またはRPGツクールMV製のホラーゲーム。協力会社として株式会社バカーが関わっている。日本の日常を舞台とするアドベンチャーゲームシリーズであり、4作目にあたる死臭-つぐのひ異譚-は『ニコニコ自作ゲームフェス3』において敢闘賞を受賞し、2015年に同名タイトルで映画化された。

## 概要
（出典：）
日本の日常の一幕を舞台としたJホラーゲームシリーズ。タイトルの『つぐのひ』は『償い（つぐない）』を意味している。人が霊物の領域へ侵入する行為は罪となり、人類が繁栄し建造物が乱立した結果、元ある霊物の領域が曖昧になってしまったために、気付かないうちに侵入して罪を犯してしまう事になる。本来訪れるはずの『つぎのひ』（英：The Next Day）は、霊の力によって『つぐのひ（償ひ）』（英：The Hexed Day）という呪いの言葉に捻じ曲げられてしまったのが『つぐのひ』の物語の根幹にあるとされている。

## システム
（出典：）
『左に進む』操作のみで主人公を進め、戻る事はできない一方通行のシステムとなっている。2014年に制作された『死臭-つぐのひ異譚-』や『怨みっ子-つぐのひ異譚2-』は、ウィザードリィ形式の3Dダンジョンシステムであり一人称視点のホラー表現に変更されている。2018年制作の『つぐのひ-閉ざされた未来-』の新作シリーズでは原点回帰し、左に進むだけのシステムに戻っている。プレイ後、タイトル画面に変化が現れる。

## 日常侵食リアルホラーつぐのひ（旧作シリーズ）
（出典：）
つぐのひ-第一話-
学校帰りの男子中学生が主人公となる。いつもの帰宅路で妙な寒気を感じ、霊に取り憑かれるストーリーとなっている。プレイ時間は約5分ほどで完結する。2012年12月22日配信。
つぐのひ-第二話-
部活帰りの女子中学生が主人公となる。いつもの交差点で異様な視線を感じ、カーブミラーに写る霊に取り憑かれるストーリーとなっている。『振り向く』システムが導入され、三差路の交差点を見渡す事ができるようになっている。また霊の声が取り入れられ、第一話より現実味が増している。プレイ時間は約9分ほどで完結する。裏ルート発生条件は、一度も振り向かずにひたすら左に進むこと。2013年3月16日配信。
つぐのひ-第三話-
学校帰りの女子小学生『つぐみ』が主人公となり、その家族が霊に取り憑かれるストーリーが描かれる。子供の視線を利用した『見上げる』システムが導入されており、通常歩行時には大人の顔が見えない仕様になっている。プレイ時間は約24分ほどで完結する。裏ルート発生条件は、警察官の顔を見上げずに通過すること。2013年10月5日配信。

## 死臭-つぐのひ異譚-
（出典：）
3Dダンジョンのホラーゲームに変更され、バトルシステムが追加された。一人称視点で操作し、闇に包まれた日常風景を進んでいく。霊とのバトルがあり、攻撃回数に制限のある武器を用いて霊を追い払いながら死の世界からの脱出を図る。プレイ時間は1時間ほど。2014年3月2日配信。

### 映画
『死臭 つぐのひ異譚』2015年4月25日公開。
キャスト
- 前田希美、長谷川とわ、吉田絵美、今野祐輔、鈴木楓恋、梅谷又朗、森本のぶ、寺岡万輝士、眞嶋優、神野愛莉、範田紗々

スタッフ
監督:菊池正和
原作:アイムシアン
脚本:住吉あれん
音楽:重盛康平、弥栄裕樹

## 怨みっ子-つぐのひ異譚2-
（出典：）
初の連載作品となり、ゲームマガジンから配信された。第1話から第4話（作中では4と死の意味が交換されており死話と表記）まで公開されている。死臭と同じく3Dダンジョンタイプのホラーゲームとなり、主人公たちが闇の木造校舎からの脱出を図る。基本的に3D画面であるが、従来のつぐのひのように2Dで左に移動するシーンもある。
また、特別編はつぐのひ-第二話-の裏ルートの続編にあたる作品であり、鏡の世界へ連れ去られた『お兄ちゃん』が主人公の終始ギャグゲームになっている。プレイ時間は1話につき1時間ほど。
- 第一話 2015年8月14日配信
- 第二話 2015年10月9日配信
- 第三話 2015年12月11日配信
- 第死話 2016年2月19日配信
- 特別編 2016年4月1日配信

## シキヨク-夢魅テルは夢見てる-
（出典：）
ドラマ型の連載ホラーアドベンチャーゲームであり、ゲームマガジンから配信されている。怨みっ子と同じく、2D画面で左に移動するシーンが存在する。
霊が死後に作り出す「夢」という空間に入る能力を持つ怪奇探偵『夢魅テル（ゆめみてる）』と、同じく心霊事件に立ち向かうヤンデレの妹『夢魅ルナ（ゆめみるな）』が主人公となり、街で起こる心霊事件を解決していく作品である。『色欲（しきよく）』が物語のコンセプトになっており、第二話以降は夢魅テルは新宿のホストとなって物語は展開する。他のシリーズよりキャラクター性が強く、ホラーとギャグとシリアスを織り交ぜた展開が繰り広げられる。プレイ時間は1話につき1時間ほど。
- （旧）第一話『人魚事件』2016年7月20日配信（配信停止）
- 第一話『女子高生失踪事件』2016年11月24日配信
- 第二話『ホスト失踪事件』2017年4月21日配信
- 第三話『シザーガール通り魔事件』2017年5月配信
- 第四話『地下アイドル失踪事件』2017年6月配信
- 第五話『寄生面事件』2017年8月配信
- 第六話『4年前の事件』2017年9月配信
- 第七話『夜祭り神隠し事件』2017年11月配信
- 第八話『夢魅事件』2018年2月配信
- 第九話『夢魅美々子失踪事件』2018年6月配信
- 特別編『人魚事件 前編』2018年8月配信
- 特別編『人魚事件 後編』2018年10月配信

## 日常侵食リアルホラーつぐのひ（新作シリーズ）
（出典：）
つぐのひ-閉ざされた未来-（とざされたみらい）
学校帰りの女子高校生が主人公となり、時間を戻しながら同じ日を繰り返すストーリーが描かれている。時をかける少女のようなタイムリープする設定になっており、『つぎのひ』は『もう1回』、『つぐのひ』は『もう0回』に変更されている。もう0回は「もう霊界」を意味している。今作よりRPGツクールMVで制作され、ダウンロード以外にもブラウザ・スマートフォンでのプレイに対応し、新作シリーズと称されている。プレイ時間は15分ほどで完結する。2018年7月18日配信。
つぐのひ-ねこのひ怪奇譚-（ねこのひかいきたん）
2月22日（猫の日）に合わせて配信された。どこにでもいる猫が主人公となり、縄張りのおさんぽに出かけるストーリーとなっている。猫の視点で作られており、風景が大きく描かれている。作者のImCyan-アイムシアン-は実家で飼っている猫『ゴン』（別ルートで判明）を主人公にしたと述べている。プレイ時間は15分ほどで完結する。2019年2月22日配信。
余談であるが、今作ではタイトル画面から別ルートをプレイすることができる。画面の猫を左へ移動させることによって始められる（本編プレイ後も可能）。プレイ時間は本編とほぼ同じ。
つぐのひ-幽闇の並葬電車-（ゆうやみのへいそうでんしゃ）
電車で塾へ通う女子中学生が主人公となり、並葬電車からやってくる同じ姿をした霊に侵食されるストーリーが描かれる。今作では『閉ざされた未来』とリンクしており、後半で現れる橋に『閉ざされた未来』の主人公の少女が立っている姿が確認できる。また、電車内の広告にはつぐのひシリーズの過去作のポスターが掲示されている。プレイ時間は20分ほどで完結する。2019年8月8日配信。
つぐのひ-囁く玩具の家-（ささやくおもちゃのいえ）
玩具に興味を抱いた少女が主人公となり、人形に侵食されるストーリーが描かれる。玩具の家と、それに付随した遊園地が舞台となっている。プレイ時間は25分ほどで完結する。2020年1月30日配信。
つぐのひ-昭和からの呼び声-（しょうわからのよびごえ）
母の仕事の都合で、祖母のいる田舎の家に帰省することになった母子家庭の少女が主人公となり、昭和の世界に侵食されるストーリーが描かれる。『幽闇の並葬電車』と同様、過去作の掲示物がゲーム内に点在している。2周目以降は若干ホラー要素が強めになっている。プレイ時間は30分ほどで完結する。2020年8月8日配信。
つぐのひ-霊刻の踏切り-（れいこくのふみきり）
双子の姉妹。事故で死んだ妹を妬ましく思っていた姉が主人公となり、きさらぎ駅に侵食されるストーリーが描かれる。踏切りのある通学路ときさらぎ駅が舞台となっている。クリア後の2周目では、全編モノクロにされた双子姉妹の視点で遺影の中に映し出される『生前の記憶を辿る』設定となっている。Steam版のオリジナルストーリーとなっており、今のところSteam版でのみプレイが可能である。プレイ時間は1周につき30分ほどで完結する。2021年8月13日配信。
つぐのひ-忌み夜の喰霊品店-（いみよのしょくりょうひんてん）
スーパーマーケット『ネクストデイ・マート』でアルバイトを始めた女子高生『霧立夕美（きりたち ゆみ）』と『目黒明日奈（めぐろ あすな、メグ）』の2人が主人公となり、並行世界の『忌み夜』に侵食されるストーリーが描かれる。今作では人物名が設定されており、ストーリー性が高く、主人公2人の百合要素が追加されている。また、クリア後のタイトル画面では丑三つ時に霧立夕美が現れ、特殊なイベントが発生する。タイトル画面は現実の時間とリンクしており、午前2:00～2:30の間にクリア後のイベントが起きる。プレイ時間は50分ほどで完結する。『日常侵食リアルホラーつぐのひ第一話』から換算して10周年を迎えた2022年12月22日に配信。
つぐのひ-彁名縛りの部屋-（かなしばりのへや）
リノベされた築古戸建『𡚴原(あけんばら)荘』で新生活を始めた、新社会人『桜木花名(さくらぎ かな)』が主人公になり、幽霊文字に侵食されるストーリーが描かれる。プレイ時間は60分ほどで完結する。2025年4月17日に配信。

## コラボ作品
ゲーム実況者やVTuberや企業とのコラボゲーム。本編とは異なり一般配信はされておらず、YouTubeの該当する実況者の動画でのみ観覧することができたが、近年ではSteamで販売が始まったものもある。

### 実呪者-じっきょうしゃ-
（出典：）
ゲーム実況者レトルトを主人公として制作されたコラボゲーム。つぐのひと同様に左へ進むシステムで作られており、身バレを恐れて田舎へ引っ越したレトルトが怪異に巻き込まれるストーリーが描かれる。ゲーム本体の配信はされておらず、レトルトのゲーム実況動画でのみ公開されている。この作品以降、タイトル画面に戻る直前のImCyanロゴ画面にも幽霊が出現するようになった。Steamでの配信はされていない。2019年8月24日公開。

### 絶叫死人-ゼッキョウシビト-
（出典：）
ゲーム実況者オダケンを主人公として制作されたコラボゲーム。つぐのひと同様に左へ進むシステムで作られており、郊外のアパートで一人暮らしをしながらゲーム実況をしているオダケンが近所のコインランドリーから帰る途中で怪異に巻き込まれるストーリーが描かれる。以前はゲーム本体の配信はされず、オダケンのゲーム実況動画でのみ公開されていたが、後年ではSteamで発売された。Steam版では作者のImCyan-アイムシアン-本人が登場する新規ルートや新規エンディング、コスチューム変更システムが追加された。2020年8月6日公開。Steam版は2022年6月3日に配信された。

### アイの亡き声
（出典：）
VTuberキズナアイを主人公として制作されたコラボゲーム。配信を終え帰路につくキズナアイが、現実の世界へと侵食されてゆくストーリーが描かれる。Windows PCがモチーフとなっており、キズナアイの収録スタジオはWindowsの中にあり、外はWindows XPの壁紙の草原が広がっている。また、Windows 95が発表された1995年11月23日が背景のカレンダーに記載されている。今作ではSteam版に追加シナリオとして収録されており、発表も発売日当日の2021年8月13日に行われた。

### 邪神ころね
（出典：）
ホロライブ所属のVTuber・戌神ころねの誕生日企画の一環として制作されたコラボゲーム。平凡な生活を送っていた男子学生は、学校の帰り道に戌神ころね関連の張り紙を見かける。その張り紙の前で“とあること”を呟いたあと、彼の日常は侵食されるストーリーが描かれる。戌神ころね本人や彼女のリスナー「コロネスキー」などが登場するほか、彼女に関する数字やネタなどが散りばめられている。当初は「Evil God Korone」のタイトルであったが、公式サイトでは「邪神ころね」となっている。2021年11月8日にSteamで配信された。

### パック臭-つぐのひ異譚・裏-
（出典：）
バンダイナムコエンターテインメントのパックマンと『死臭-つぐのひ異譚-』のコラボ企画で制作し、2015年4月25日と26日に開催されたニコニコ超会議バンダイナムコブースで試遊展示された。『死臭-つぐのひ異譚-』のシステムを活かしつつ、キャラクターやストーリーをパックマンコラボに適した設定に変更。パックマンのキャラクター『ゴースト』がゲームの世界から飛び出し、人間の身体を支配して主人公を襲い始めるストーリーとなっている。完全オリジナルストーリーで作られたが、試遊展示用であったために公開されていない。

### 美魔女の真実 -マリンの秘宝船-
（出典：）
ホロライブ所属のVTuber・宝鐘マリンとのコラボ企画として制作されたコラボゲーム。宝鐘マリン率いる海賊団のクルーとなった主人公がマリンの美貌の秘密に気付き、次々と恐怖に襲われるストーリーが描かれる。マリン本人が登場するほか、彼女に関するネタなどが散りばめられている。2023年8月11日にSteamで配信された。

### 犬のポッキー冒険譚
（出典：）
ゲーム実況者・ポッキーとのコラボ企画として制作されたコラボゲーム。主人公はポッキーが飼っていた愛犬の「ポッキー」であり、散歩道で一人の少女と出会ったことで、次々と恐怖に襲われるストーリーが描かれる。また、ポッキー本人も登場する。2024年7月1日にSteamで配信された。